# Station Łącznik
Station Łącznik is een spoorwegstation in de Poolse plaats Dębina.